# 陳振彬
陳振彬，大紫荊勳賢，GBS，JP，是香港商人、香港再出發大聯盟副秘書長、觀塘區議會前主席兼前協康選區議員、港區全國人大代表（第十二屆起）、九龍社團聯會永遠會長、香港潮屬社團總會主席、團結香港基金顧問及港鐵公司獨立非執董，同時擔任「全港社區抗疫連線」總召集人之一。

## 生平
陳振彬早年就讀九龍城耀山學校，於1976年中學畢業。他其後於1979年創立寶的製衣廠有限公司，隨後於1992年創立寶的集團有限公司，現為寶的集團有限公司主席。主要業務為各歐、美運動及休閒服名牌製造商。於2003年成立高捷管理有限公司，專注管理集團所擁有的物業及資本管理。
陳振彬於2000年起獲委任為香港特別行政區觀塘區區議員，2012年起先後兩次透過地區直選成為觀塘協康選區民選議員；陳振彬於2004年起獲推選為觀塘區議會主席，一直連任至2019年。
2019年香港區議會選舉，民主動力派出李嘉達對上競逐連任的陳振彬。在觀塘協康選區有效票总数4,941中，陳振彬獲2,329票（47.14%），李嘉達獲2612票（52.86%）。李嘉達以283票之差勝出，陳振彬連任失敗，結束20年的觀塘區區議員生涯。
除參與觀塘區社區服務以外，陳振彬於2002年獲委任為香港青少年暑期活動委員會委員，並於2003至2007年接連被委任為該會主席。2009-2015年間，獲委任為香港青年事務委員會主席。陳振彬亦為香港各界青少年活動委員會名譽主席、「薪火相傳」國民教育平台執行主席，並同時擔任多個青年團體的顧問。除此之外，陳振彬歷年亦曾擔任不少公職，包括香港策略發展委員會、扶貧委員會、社會福利諮詢委員會、家庭議會、關愛基金、香港表演藝術委員會、聯合醫院管治委員會等。陳振彬亦為香港青少年軍總會主席及香港青少年發展聯會會長。
陳振彬亦曾為多個慈善團體作出貢獻，曾任博愛醫院及健康快車主席。
在教育方面，陳振彬於1998年捐款到家鄉潮州興建可容納700多名莘莘學子的鳳岐學校。為支持和鼓勵終身學習，於2006獲委任為香港公開大學校董，並於2007年成立教育基金，資助紀律部隊人員修讀香港公開大學課程。 
陳振彬在公共和社會服務方面有貢獻，獲得以下殊榮，包括於2002年獲委任為太平紳士，並於2004年、2009年、2014年及2021年分別獲香港特區政府頒授銅紫荊星章、銀紫荊星章、金紫荊星章及大紫荊勳章。2008年獲香港公開大學頒授榮譽大學院士，2013年獲頒授香港公開大學榮譽工商管理博士。

## 現任公職及社會服務
- 港區全國人大代表
- 關愛基金副主席
- 香港青少年軍總會主席
- 香港青少年發展聯會創會會長
- 團結香港基金顧問
- 九龍社團聯會會長
- 香港潮陽同鄉會會長
- 香港潮州商會榮譽顧問
- 香港潮屬社團總會主席
- 薪火相傳系列活動執行主席
- 香港各屆青少年活動委員會名譽主席
- 健康快車名譽主席
- 九龍婦女聯會名譽會長
- 觀塘民聯會會長
- 香港中華文化促進中心 – 饒宗頤文化館管理委員會委員
- 全港社區抗疫連線總召集人

## 曾任公職及社會服務
- 觀塘區議會主席
- 青年事務委員會主席
- 財務匯報局成員
- 個人資料(私隱)諮詢委員會成員
- 博愛醫院主席
- 觀塘區文娛康樂促進會會長
- 香港公開大學校董會校董
- 策發會管治及政治發展委員會委員
- 表演藝術委員會委員
- 社會福利諮詢委員會委員
- 聯合醫院管治委員會委員
- 個人資料(私隱)諮詢委員會委員

## 榮譽
- 太平紳士（2002年）
- 銅紫荊星章（2004年）
- 香港公開大學榮譽大學院士（2008年）
- 銀紫荊星章（2009年）
- 香港公開大學榮譽工商管理博士（2013年）[10]
- 金紫荊星章（2014年）
- 大紫荊勳章（2021年）

| 前任： 侯瑞培 | 觀塘區議會主席 2004年—2019年 | 繼任： 蔡澤鴻 |